# Menasinahalli, Kunigal
Menasinahalli là một làng thuộc tehsil Kunigal, huyện Tumkur, bang Karnataka, Ấn Độ.